# 乌力更
乌力更（1924年—），男，蒙古族，内蒙古巴林右旗人，中华人民共和国政治人物，曾任内蒙古自治区政协副主席。